# Ukkovaara
Ukkovaara es el segundo pico más alto en Raahe, en el país europeo de Finlandia.
El pico alcanza un altura de 103 metros sobre el nivel del mar. Hay una torre turística en su cumbre. En sus laderas crece una especie protegida de orquídeas.